# I Got Rhythm
I Got Rhythm is een lied van George Gershwin op teksten van zijn broer Ira Gershwin. Het nummer is geschreven voor de musical Girl Crazy uit 1930 en is een beroemde en zeer populaire jazzstandard geworden. De eerste die het zong in 1930 was Ethel Merman.

## Bijzonderheden
Gershwin heeft het thema gebruikt voor zijn ‘Variations on I Got Rhythm’ voor piano en orkest uit 1934.
Het lied wordt ook gebruikt in de filmversies van de musical uit 1932, 1943 (met Mickey Rooney en Judy Garland in de hoofdrollen) en 1965 (titel omgedoopt in: ‘When The Boys Meet The Girls’), maar werd ook gebruikt in de films ‘Rhapsody In Blue’ uit 1945 en ‘An American In Paris’ uit 1951 met Gene Kelly en Leslie Caron in de hoofdrollen. In 1992 werd het andermaal gebruikt in de musical 'Crazy For You' die gebaseerd was op Girl Crazy.
Gershwin speelde het nummer voor Ethel Merman voor. Merman herinnert het zich nog als de dag van gisteren:

...Het was de eerste keer dat ik George Gershwin ontmoette, en ik kan wel zeggen zonder te overdrijven, dat het voor mij was alsof ik God persoonlijk ontmoette. Stel je voor de grote Gershwin zit naast Ethel Agnes Zimmermann uit Astoria, Long Island, en speelt zijn lied voor mij. Geen wonder dat ik sprakeloos was. Terwijl hij I Got Rhythm speelde, zei hij tegen me, “Als er iets is aan het lied dat je niet aan staat, zeg het dan even, dan verander ik het wel”. Maar er mankeerde natuurlijk niets aan het lied. Maar zo was hij. Ik zal het nooit vergeten”...

Voor wat betreft de tekst en het rijm is Ira meer op het gebruik van klank afgegaan dan op het toepassen van gelijke rijmwoorden: ‘more - door‘ en ‘mind him - find him‘. Ook het gebruik van ‘I Got Rhythm’ in plaats van ‘I’ve Got Rhythm’ is belangrijk in de gehele context. Het eerste staat in de tegenwoordige tijd, ‘ik heb het’ en het tweede in de verleden tijd ‘ik heb het gehad’.
Het zou voor de hand hebben gelegen dat de titel van het lied genoemd zou worden naar de regel die het vaakst (vier keer) wordt herhaald, ”Who Could Ask For Anything More?”, maar Ira koos toch voor de eerste regel als titel, “I Got Rhythm”, omdat op de een of andere manier die eerste regel direct en uitdagend is.

## Vorm en tempo
Het lied bestaat uit 34 maten en heeft de liedvorm A-A-B-A. Het tempo is Vivace, levendig en heeft een alla breve maatsoort, met als extra aanduiding “Lively, with abandon”. In de jazz wordt het lied vaak ingekort naar 32 maten vanwege de improvisaties.

De eerste vier maten van het lied:

## Vertolkers[1]
- Louis Armstrong
- Sidney Bechet
- Richard Boone
- Count Basie
- Rudy Braff
- George Barnes
- Bob Brookmeyer
- Don Byas
- Slam Stewart
- Paul Chambers
- Tsuyosho Yamamoto
- Julian Cannonball Adderley
- Freddie Hubbard
- Wynton Kelly
- Garnett Clarke
- Arnett Cobb
- Buddy DeFranco
- Jimmy Dorsey
- Tommy Dorsey
- Ella Fitzgerald
- Bud Freeman
- Lester Young
- Erroll Garner
- Dizzy Gillespie
- Benny Goodman
- Stephane Grappelli
- Django Rheinhardt
- Lionel Hampton
- Hampton Hawes
- Horace Henderson
- Lena Horne
- Pee Wee Hunt
- Dickie Wells
- Lester Young
- Coleman Hawkins
- Charlie Parker
- Buck Clayton
- Buddy Rich
- Stan Kenton
- Gene Krupa
- Glenn Miller
- Dwike Mitchell
- Willie Ruff
- Ben Webster
- Red Nichols
- Red Norvo
- Kid Ory
- Henry Red Allen
- Charlie Perkins
- Oscar Peterson
- Ben Pollack
- Don Redman
- Luis Russell
- Raymond Scott
- Robert Palmer
- Charlie Shavers
- Zoot Sims
- Slam Stewart
- Bucky Pizzarelli
- Sonny Stitt
- Ralph Sutton
- Art Tatum
- Fats Waller
- Chick Webb
- Brian Wilson